# Текстовая стеганография
Стеганография, использующая текстовые контейнеры для скрытия данных, называется текстовой. При скрытии информации используются допущения при расположении и количестве символов в тексте, не учитываемые при прочтении человеком и компьютерном анализе текстового файла. Это может быть дополнительное количество пробелов и знаков табуляции в разных частях строки, чередование некоторых не учитываемых служебных символов, больших и маленьких букв, букв из разных алфавитов, но похоже выглядящих. К методам текстовой стеганографии относят: форматирование, изменение порядка следования маркеров конца строки, метод хвостовых пробелов, метод знаков одинакового начертания и изменения кода пробела.
Несмотря на простоту реализации текстовой стеганографии и её возможное широкое распространение, в настоящее время практически не реализованы методики её выявления. Удивление вызывает тот факт, что из автоматических методов текстовой стеганографии в открытой литературе упомянут только один: форматирование (то есть выравнивание) текста с помощью пробелов. При этом, среди распространенных программных средств, реализующих методы текстовой стеганографии, имеются отечественные разработки, практикующие метод знаков одинакового начертания.

## Список используемой литературы
- Текстовая стеганография
- Стеганография по-русски